# 계림잡전
《계림잡전》(鷄林雜傳)은 신라의 학자 김대문(金大問)이 성덕왕 때에 펴낸 책이다.
신라·백제·고구려의 설화(說話)를 모은 설화집이다. 역시 그가 지은 《고승전》, 《화랑세기》, 《한산기》, 《악본》이라는 책과 함께 고려의 김부식이 《삼국사기》를 지을 때 중요한 자료가 되었다고 한다. 지금은 전하지 않는다.

## 같이 보기
- 김대문